# 대전덕명중학교
대전덕명중학교(大田德明中學校)는 대한민국 대전광역시 유성구 덕명동에 있는 공립 중학교이다.

## 학교 연혁
- 2009년 11월 3일 : 대전덕명중학교 설립인가(총 22학급 특수 1포함)
- 2012년 3월 5일 : 제1회 입학식(50명)
- 2024년 1월 5일 : 제12회 졸업식(122명, 총누계 895명)
- 2024년 3월 4일 : 제13회 입학식(157명)
- 2024년 3월 4일 : 제7대 한정애 교장 부임

## 참고 자료
- 대전덕명중학교 - 한국교육학술정보원 학교알리미